# アメリカ合衆国ホロコースト記念博物館

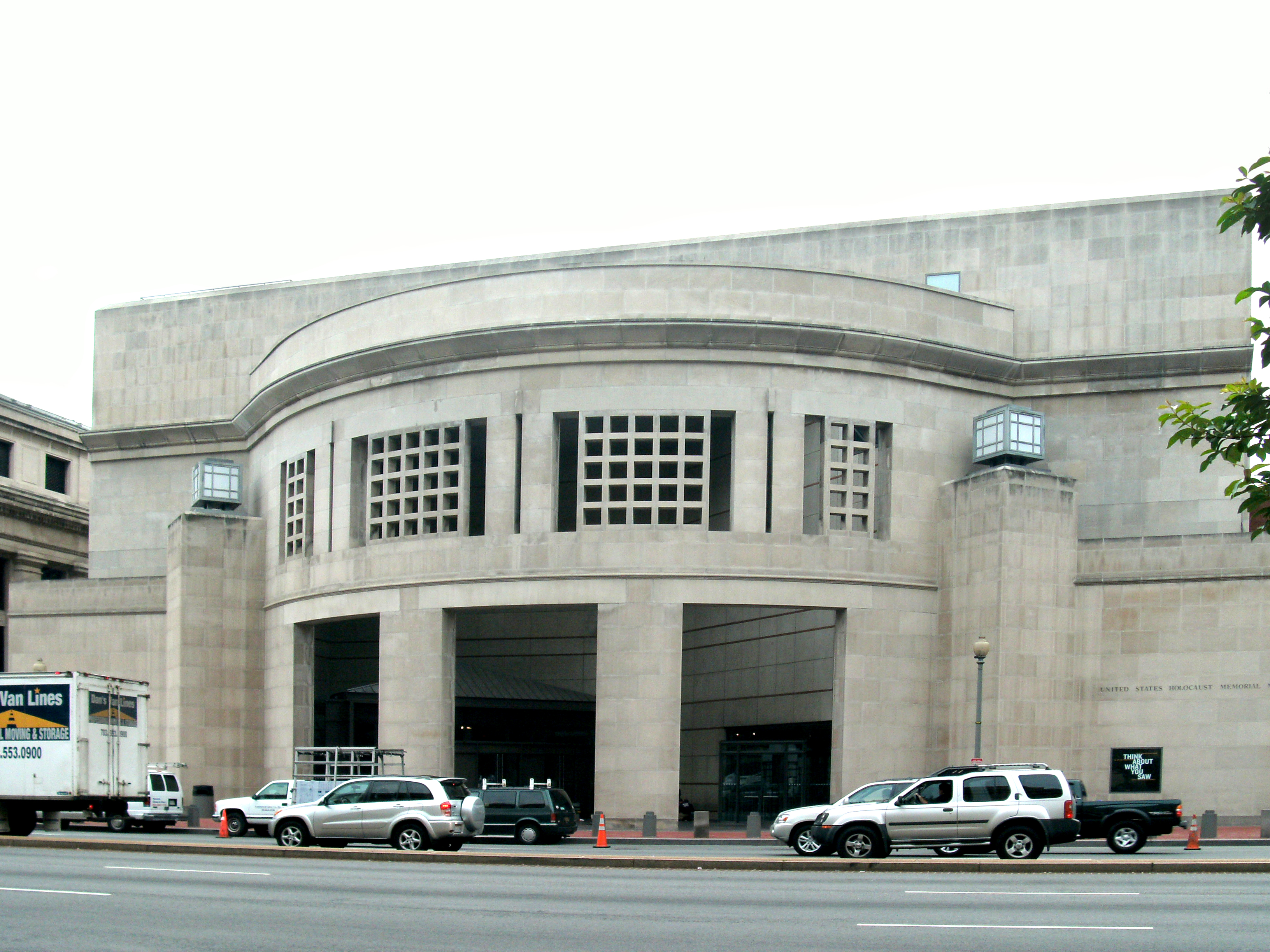
外観

アメリカ合衆国ホロコースト記念博物館(United States Holocaust Memorial Museum)は、ワシントンD.C.にある、ナチス・ドイツによるホロコーストについての博物館。

## 概要
土地は連邦政府から寄贈され、民間から約1600万ドル(183億円)の寄付で設立された。
ジェームズ・インゴ・フリードによって設計され、1988年にロナルド・レーガンが礎石の設置を手伝った。
1993年4月22日に開館した。杉原千畝もここに顕彰されている。